# عسغر أباد كوه
عسغر أباد كوه هي قرية في مقاطعة أرومية، إيران. عدد سكان هذه القرية هو 880 في سنة 2006.